# Kővágás
Kővágás (1899-ig Kőporuba, szlovákul Kamenná Poruba) község Szlovákiában, a Zsolnai kerületben, a Zsolnai járásban.

## Fekvése
Zsolnától 16 km-re délnyugatra, Rajecfürdőtől 4 km-re délre fekszik.

## Története
1368-ban a nyitrai konvent oklevelében „Stephanburbaya” néven említik először a közeli Alsóosztorány templomának alapításával kapcsolatban. Ekkor egy bizonyos István birtoka volt, később a Kardos család a birtokosa. Temploma a 14. században már állt. A 15. század végén a Paraznói család birtoka. 1490-ben Paraznói Péter a birtok felét végrendeletileg az elefánti Keresztelő Szent János pálos kolostorra hagyta. 1511-ben szerepel mai nevén először „Kewporuba” alakban. 1523-ban a Paraznóiak 5 jobbágytelket az Egressy családnak adtak zálogbirtokul. 1535-ben tűnik fel a helyi birtokos Porubai család. 1543-ban 13 földműves, 10 zsellér és két bíró lakta.
A 17. század végén egy része a zsolnai jezsuiták birtoka lett. Az 1688-as urbárium megemlíti a falu bíráját: Porubai Jánost. Rajta kívül 3 jobbágy és 4 zsellércsalád élt a községben. 1707-ben Kőporubának 6 és fél jobbágytelke, 14 zsellértelke volt. 1720-ban 15 adózó telekkel rendelkezett. 1784-ben 81 házában 105 család és 652 lakos élt. Iskoláját 1798-ban az egyházi vizitáció során említik.
A 18. század végén Vályi András így ír róla: „Kő Porubának pedig földes Ura Szerdahelyi, és több Uraságok, ez fekszik Konszkához közel, mellynek filiája, lakosai katolikusok, határbéli földgyeik olly minéműségűek, mint Nagy-Podrágyé, második osztálybéliek.”
1828-ban 102 házában 709 lakos élt. Temploma a 19. század közepén pusztult el.
Fényes Elek 1851-ben kiadott geográfiai szótárában így ír a faluról: „Kő-Poruba, tót falu, Trencsén vmegyében, 822 kath., 4 evang., 29 zsidó lak. Filial. templom. Hegyes, erdős, sovány határral. F. u. többen. Ut. p. Zsolna.”
A trianoni diktátumig Trencsén vármegye Zsolnai járásához tartozott.

## Népessége
| Év:            | 1994. | 2004.   | 2014.   | 2024.   |
| -------------- | ----- | ------- | ------- | ------- |
| Emberek száma: | 1685  | 1815    | 1857    | 1852    |
| Eltérés:       |       | +7,71 % | +2,31 % | -0,26 % |

| Év:            | 2023. | 2024.   |
| -------------- | ----- | ------- |
| Emberek száma: | 1860  | 1852    |
| Eltérés:       |       | -0,43 % |

1910-ben 677, túlnyomórészt szlovák lakosa volt.
2001-ben 1780 lakosából 1775 szlovák volt.
2011-ben 1823 lakosából 1793 szlovák.

## Nevezetességei
- Római katolikus temploma 1860 és 1870 között épült a korábbi gótikus templom helyén, tornyának felhasználásával.
- A faluban álló Nepomuki Szent János és Nagyboldogasszony kápolnák 1875-ben épültek.

## Külső hivatkozások
- Községinfó
- Kővágás Szlovákia térképén
- A község a zsolnai kistérség honlapján
- E-obce.sk[halott link]